# U

نحوه رسم U (یو بزرگ) و u (یو کوچک)

U، یا u (نام فرانسوی: او، نام انگلیسی: یو)، بیست و یکمین حرف از حروف الفبای لاتین است. در پارسی U برای او به کار می‌رود.
این حرف در شیمی نماد عنصر اورانیوم است مانند UF-6.

## در نگارش فارسی
این حرف به‌طور معمول در فارسی معادل واکهٔ (مصوت) /او/ است. (مانند بوستان [Bustān])
البته گروهی آن را معادل دو واکهٔ / واو / در فارسی گرفته‌اند. (مانند: روشن [Roushan] ، اوت [Out])

## کاربردها

### در ریاضیات
در نظریه مجموعه‌ها، U نماد اجتماع است.

### در فیلم‌سازی
در فیلم‌سازی‌های پادشاهی متحده "U" مخفف واژه "Universal" برای رده‌سنی همگانی است.

### انگلیسی
حرف "U" با واژه‌های "yew", "you" و "ewe" هم‌آوا است.

### دور-U
دور-U یا U-turn در جاده‌ها نوشته‌ای مربوط به دور U شکل است.